# Хо Минь Тху
Хо Минь Тху (вьет. Hồ Minh Thu, 15 июня 1929, Бакльеу, Французский Индокитай) — южновьетнамский спортивный стрелок. Участник летних Олимпийских игр 1968 и 1972 годов, бронзовый призёр летних Азиатских игр 1970 года.

## Биография
Хо Минь Тху родился 15 июня 1929 года в городе Бакльеу во Французском Индокитае (сейчас во Вьетнаме).
В 1968 году вошёл в состав сборной Южного Вьетнама на летних Олимпийских играх в Мехико. В стрельбе из произвольного пистолета с 50 метров занял 43-е место, набрав 533 очка и уступив 29 очков победителю Григорию Косых из СССР.
В 1970 году завоевал серебряную медаль на летних Азиатских играх в Бангкоке в стрельбе из произвольного пистолета с 50 метров.
В 1972 году вошёл в состав сборной Южного Вьетнама на летних Олимпийских играх в Мюнхене. В стрельбе из произвольного пистолета с 50 метров занял 49-е место, набрав 524 очка и уступив 43 очка победителю Рагнару Сканокеру из Швеции. Был знаменосцем сборной Южного Вьетнама на церемонии открытия Олимпиады.